# Lusitano
Der Lusitano ist eine portugiesische Pferderasse, die im Barocktyp steht.
Hintergrundinformationen zur Pferdebewertung und -zucht finden sich unter: Exterieur, Interieur und Pferdezucht.

## Exterieur
Der Lusitano ist ein mittelgroßes Pferd von ca. 155–165 cm Stockmaß in abgerundeter Quadratform, oft mit leicht konvexem oder geradem Profil (Ramskopf).
Seine Kruppe ist muskulös und leicht abfallend, der Lusitano hat normalerweise kaum Knieaktion, keine bügelnden Bewegungen, jedoch raumgreifende und auch turniergeeignete Gänge. Er ist dabei extrem sitzbequem und wird auch von Reitern mit Rückenproblemen geschätzt.
Die häufigste Farbe ist der Schimmel, es gibt jedoch auch Braune, Füchse und Isabellen. Selten sind Rappen sowie Falben. Schecken sind nicht erlaubt.

## Interieur
Ihre Gelehrigkeit, besondere Menschenbezogenheit und herausragende Rittigkeit machen diese Rasse interessant für Freunde Iberischer Pferde, die einen zuverlässigen Partner für Freizeit und Sport suchen.
Verwendung: Vielseitiges, gelehriges, jedoch auch anspruchsvolles Allroundpferd mit besonderer Veranlagung zur Hohen Schule, auch im internationalen Sport erfolgreich.
Geeignet für Dressur (und hier besonders Klassische Reitkunst), Springen, Vielseitigkeit, als Kutschpferd, für Show- und Zirkuslektionen wie auch als treuer und nervenstarker Freizeitpartner.

## Zuchtgeschichte
Der Lusitano ist eng mit dem Andalusier und dem Berber verwandt. 1912 wurde das  Zuchtbuch für spanische Pferde „Pura Raza Española“ begründet, 1967 wurde das eigene Zuchtbuch für „Puro Sangue Lusitano“ gegründet. Trotz des gleichen genetischen Hintergrundes und eines sich über Jahrhunderte überschneidenden Zuchtgebietes gibt es Merkmale, anhand derer man die beiden Rassen unterscheiden kann. Für die unterschiedliche Entwicklung der beiden Rassen hatte die Einführung des Bodenstierkampfes in Spanien zu Beginn des 18. Jahrhunderts eine große Bedeutung. Heute ist diese Variante des Stierkampfes in Spanien die Regel. Der erste Bourbonenkönig von Spanien Philipp V. verurteilte den damals noch allgegenwärtigen Reiterkampf und verbot ihn schließlich gegen den Widerstand spanischer Edelleute, aus deren Kreisen sich die berittenen Stierkämpfer rekrutierten. Die Abwendung des spanischen Hofes vom berittenen Stierkampf führte dazu, dass sich die Schwerpunkte der Pferdezucht in Spanien veränderten. Diese Änderungen zeigten ihre Auswirkungen im Gebäude der spanischen Pferde, die sich nun zunehmend von den fortwährend auf Stierkampftauglichkeit gezüchteten Portugiesen zu unterscheiden begannen. Die Zuchtselektion führte zu der auffällig hohen und weniger raumgreifenden Gangart der spanischen Pferde.
Der Lusitano hingegen wird seit Jahrhunderten als Nahkampf-, Stierkampf- und Hirtenpferd gezüchtet und streng auf charakterliche Qualität und Nervenstärke selektiert. Auch heute noch werden die Lusitanos in Portugal zur Rinderarbeit und weltweit für den berittenen Stierkampf eingesetzt. Für die Entstehung des modernen Lusitanos sind drei Züchter und Bewahrer dieser kulturträchtigen Pferderasse und ihre jeweiligen Linienzuchten zu nennen: Manuel Tavares Veiga, Ruy d’Andrade und João Núncio.
Heute gibt es weltweit ca. 10.000 eingetragene, reinrassige Lusitanos.
Berühmt als mutige, schnelle und wendige Stierkampfpferde, als weltweit führend in der Working Equitation und inzwischen im Dressursport etabliert, finden die portugiesischen Lusitanopferde immer mehr Liebhaber.
Der portugiesische Zuchtverband (APSL – Associação Portuguesa de Criadores do Cavalo Puro Sangue Lusitano) mit Sitz in Cascais kontrolliert in Zusammenarbeit mit den einzelnen Ländervertretungen das Zuchtbuch, um so die Reinheit und Qualität dieser Rasse beizubehalten. Die offizielle Vertretung des portugiesischen Zuchtbuches in Deutschland ist der 1992 gegründete Cavalo Lusitano e. V. Germany.